# 京台高速鉄道
京台高速鉄道（けいたいこうそくてつどう、中国語: 京台高速铁路、京台高鉄）は、中華人民共和国の北京市と台湾省台北市（名目上。現行統治下では中華民国台北市）を結ぶ高速鉄道である。
このうち実際に開業中または建設中なのは、北京市の北京南駅から福建省福州市の平潭駅までである。北京から福州までは京福高速鉄道ともいい、北京から蚌埠まで（京滬高速鉄道と併用）は2011年6月30日に開通、蚌埠から合肥までは2012年10月16日に開通、合肥から福州までは2015年6月28日に開通した。北京から福州までの所要時間は7時間44分である。
京台高速鉄道は北京と台湾の高速旅客輸送路として、中国の「四縦四横」旅客専用線ネットワークの中の「一縦」であり、そのうち北京から福州までの区間は開通し、運用されている。京台高速鉄道は、京滬高速鉄道の北京－埠頭区間、合蚌旅客専用線、合福旅客専用線などのいくつかの鉄道路線で構成される。最終的には、台湾海峡トンネルを建設して、福州から台湾海峡を通って台湾に到着する予定である。高速鉄道は最高速度が時速300km以上の規格によって設計されており、電化された複線の鉄道である。
2008年3月、鉄道部と福建省人民政府は北京において、京台、昆台（昆明－台湾）の2つの主要高速鉄道の建設計画を含む「海峡西岸経済圏における鉄道開発の促進に関する会議紀要」に署名した。2016年7月20日に国家発展改革委員会が発表した中長期的な鉄道網計画では、京台高速鉄道を8つの縦の「主通道」の1つとして明確に挙げており、将来の中国の高速鉄道網の基幹となるとしている。2017年2月28日、国務院は「『第13次5カ年計画』の近代的包括輸送システムのための開発計画の印刷と配布に関する国務院通知」を発表した。その中では、京台高速鉄道を、北京から香港・マカオ・台湾へ至る交通路を統合した「十縦十横」に組み入れるとしている。
中台間の政治的問題と、プロジェクト自体の技術的課題（海底区間の距離が長いことと、地震帯に近いこと）のため、台湾への延伸は困難である。

## 路線

### 北京－蚌埠
京滬高速鉄道は、北京南駅から上海虹橋駅までの全長1,318kmの高速鉄道であり、設計速度は350km/h、実際の運転速度は300km/hである。京滬高速鉄道は2008年4月18日に建設を開始し、2011年6月30日に開通した。そのうち、北京南駅から蚌埠南駅までの844kmは京台高速鉄道と共用している。

### 蚌埠－合肥
合蚌旅客専用線は全長131kmの旅客専用線で、設計速度は350km/hである。2009年1月8日に建設が開始され、2012年10月16日に開通した。

### 合肥－福州
合肥旅客専用線は全長813kmの旅客専用線で、設計速度は350km/hである。2009年12月22日に建設が開始され、2015年6月28日開通した。

### 福州－平潭
現在、福州駅から平潭島までの福平鉄道が建設されている。全長は90.4kmで、設計速度は200km/hである。

### 平潭－台北
平潭から台湾に至る区間は海上横断区間であり、中国の国家高速鉄道網の計画区間である。トンネルの入口は先行して作られている。海底区間の距離が長いことと、地震帯に近いことがプロジェクトの技術的課題となっている。
台湾海峡トンネルは平潭島と新竹市を結ぶ。新竹から台北までは台湾高速鉄道に乗り入れることになるとしている。
現時点では、政治的要因により未着工である。計画は中国側が一方的に推進しているもので、中華民国（台湾）は参加していない。
2016年3月、中華民国行政院長張善政は、このプロジェクトの台湾での建設は「不可能」であると主張した。一方で、中華人民共和国の全人代に出席した王夢恕は、技術面と資金面において既に実現可能と主張した。
福州-平潭区間の建設文書では、平潭-台北区間は「遠い将来の延伸の可能性」としている。